# Воронец (дворянский род)
Воронец (пол. Woroniec) —  русский дворянский род, польского происхождения, герба Любич.
Древний род шляхетского происхождения, рано разделившийся на две ветви:
1. Родоначальник Павел Воронец, которому король Владислав IV пожаловал вотчины в Смоленском воеводстве. Сын его Пётр, после покорения Смоленска (1656), вступил в русское подданство, был хорунжим в полку смоленской шляхты и стольником. Род записан в VI часть родословных книг Смоленской и Воронежской губерний.
2. Происходит от Дмитрия Воронец, получившего в 1-й половине XVII века от королей польских поместья в Смоленской земле. Сын его ротмистр Казимир Дмитриевич вступил в русское подданство после покорения Смоленска (1656). Потомство записано в VI часть родословной книги: Смоленской, Калужской и Могилевской губернии[1][2].

## Описание герба
В щите, имеющем голубое поле, изображён золотой Крест и золотая же Подкова шипами вниз обращённая.
Щит увенчан дворянскими шлемом и короной. Намёт на щите голубой, подложенный золотом. Герб рода Воронец внесён в часть IV Общего гербовника дворянских родов Всероссийской империи, стр. 114.

## Известные представители
- Воронец Казимир — московский дворянин (1673-1677).
- Воронец Казимир Дмитриевич — стольник (1686).
- Воронец Пётр Павлович — стольник (1686)[3].